# کالج طراحی آرت‌سنتر
کالج طراحی آرت‌سنتر (به انگلیسی: ArtCenter College of Design) یک کالج هنر خصوصی در زمینه آموزش طراحی و هنرهای زیبا در شهر پاسادنا، ایالت کالیفرنیا آمریکا است. این کالج در سال ۱۹۳۰ در جنوب شهر لس آنجلس بنیان نهاده شد و پس از گسترش برنامه‌های درسی خود، در سال ۱۹۷۶ به مکان کنونی خود منتقل شد. کالج طراحی آرت‌سنتر به‌طور خاص در زمینه‌های طراحی وسایل نقلیه، طراحی فراورده و طراحی برنامه از آوازهٔ ویژه‌ای برخوردار است. همچنین رشته‌هایی چون عکاسی، طراحی گرافیک، فیلمسازی، هنرهای تجسمی، تبلیغات و طراحی محیطی نیز در این مؤسسه آموزش داده می‌شود.
کالج طراحی آرت‌سنتر طبق بررسی مجله بیزنسویک در زمره ۶۰ مدرسه برتر آموزش طراحی در جهان به‌شمار می‌آید.
آرت سنتر به‌طور خاص در زمینه‌های طراحی وسایل نقلیه، طراحی فراورده و طراحی برنامه از آوازهٔ ویژه‌ای برخوردار است. همچنین رشته‌هایی چون عکاسی، طراحی گرافیک، تصویر سازی، فیلمسازی، هنرهای تجسمی، تبلیغات و طراحی محیطی نیز در این مؤسسه آموزش داده می‌شود.
لوگوی این کالج توسط یک دایره نارنجی رنگ نمادی از یک نقطه آغاز و بیانگر نشان و هویت سازمانی کالج می‌باشد که از ابتدا توسط Tink Adams پایه‌گذاری گردیده است، تشکیل شده‌است.
این کالج تحت دو دانشگاه در پاسادنا که از معماری برجسته‌ای برخوردار هستند (پردیس جنوبی و پردیس کوهپایه که توسط معمار مدرنیسم کریگ الوود طراحی و توسط الوود دانشیار سابق جیمز تایلر گسترش یافته‌اند) احداث شده‌است. جهت تحصیلات در مقطع کارشناسی ارشد در رشته‌های هنر و طراحی، طراحی رسانه‌ها، پخش سینما و طراحی صنعتی فعال می‌باشد.
اساتید بطور کلی به صورت حرفه‌ای بخشی از پروژه‌های صورت گرفته در طی آموزش را ترکیبی از تجارت، کار و دانشگاه ارائه داده‌اند، که برخی از آن‌ها توسط سازمانهای غیرانتفاعی، صنعت، سازمان‌ها و شرکتهایی مانند نایک، دیزنی، ناسا و بی ام دبیلو تحت حمایت و پوشش قرار گرفته‌اند.
هدف کلی مدیران و اعضای هیئت علمی ایجاد یک «جهان واقعی» از ارتباط تجارت، صنعت، هنر و دانشگاه بوده‌است.
در وب سایت اصلی، کالج مأموریت خود را آموزش برای خلقت و تأثیر بر تغییرات اعلام می‌نماید.